# René Klingbeil
René Klingbeil (* 2. April 1981 in Ost-Berlin) ist ein ehemaliger deutscher Fußballspieler und heutiger -trainer. Derzeit ist er als Cheftrainer beim Regionalligisten KSV Hessen Kassel angestellt.

## Spielerkarriere
Klingbeil spielte in seiner Jugend zunächst für den Marzahner SV und den FC Berlin sowie Borussia Mönchengladbach, wo er im Jahr 2000 auch seine Karriere im Seniorenbereich begann. Für die Amateurmannschaft der Borussia spielte er drei Jahre lang in der Oberliga Nordrhein.
2003 wechselte er zum Hamburger SV. Sein Profidebüt gab Klingbeil am 23. Oktober 2004 in einem Auswärtsspiel bei Borussia Dortmund. Für einen Stammplatz in der ersten Mannschaft konnte er sich jedoch nicht empfehlen. Für den HSV spielte er 51-mal in der Bundesliga, sechsmal im UI-Cup, fünfmal im UEFA-Pokal und zweimal in der UEFA Champions League. Dabei bereitete er zwei Tore vor, erzielte aber keinen Treffer selbst.
2007 wechselte er zum norwegischen Verein Viking Stavanger, für den er 15 Spiele in der Tippeligaen und zwei Spiele im UEFA-Pokal 2008/09 gegen Vėtra Vilnius absolvierte.
Am 26. August 2008 wechselte Klingbeil zum deutschen Drittligisten FC Erzgebirge Aue, bei dem er einen Vertrag bis 2010 unterschrieb. Dort absolvierte er in seiner ersten Saison ab dem fünften Spieltag alle Pflichtspiele über 90 Minuten und spielte meist auf den Außenbahnen, aber auch als Innenverteidiger. Im Jahr darauf war er bis auf eine Gelbsperre an allen Saisonspielen beteiligt, die Aue auf den zweiten Tabellenplatz und damit in die 2. Bundesliga führten. Auch in der zweithöchsten deutschen Spielklasse blieb er in der Saison 2010/11 ein Eckpfeiler der Abwehr, auch wenn er am 14. Spieltag zum ersten Mal überhaupt in einem Pflichtspiel einen Platzverweis bekam (Gelb-Rote Karte). Im Juni 2015 gab der FC Erzgebirge Aue bekannt, dass Klingbeils Vertrag nicht verlängert wird, woraufhin er zum FC Carl Zeiss Jena ging. Nach zwei Jahren in Jena und dem Aufstieg in die 3. Liga beendete er seine Spielerkarriere.

## Trainerkarriere
Nach Ende der Karriere wurde Klingbeil, der in Lößnitz im Erzgebirge lebt und Inhaber der C-Trainerlizenz ist, Trainer des Sachsenligisten FC 1910 Lößnitz.
Nach zwei Spielzeiten in Lößnitz, wo er mit der Mannschaft als Dritt- und Viertplatzierter jeweils knapp den Aufstieg aus der Sachsenliga verpasste, wurde Klingbeil Anfang Oktober 2019 Co-Trainer von Rico Schmitt bei seinem ehemaligen Verein Carl Zeiss Jena. Nach der Freistellung von Schmitt im Februar 2020 übernahm er interimistisch das Traineramt. Ende des Monats wurde Klingbeil zum Teamchef ernannt, da ihm seine C-Lizenz keine dauerhafte Tätigkeit als Cheftrainer ermöglichte; im Amt folgte auf ihn der Belgier Kenny Verhoene. Seit Juni 2020 und der Verpflichtung von Dirk Kunert als Trainer, rückte er zurück auf den Co-Trainer Posten. Zum Beginn des Jahres 2023 wurde Klingbeil Cheftrainer in Jena. In demselben Jahr erlangte er seine A-Trainerlizenz. Ende des Jahres 2023 trennte sich der Verein von René Klingbeil.
Am 10. Juni 2024 gab der Regionalligist Wuppertaler SV die Verpflichtung von Klingbeil als Cheftrainer bekannt. Schon am 22. Oktober 2024 wurde Klingbeil wieder von seinen Aufgaben entbunden, sein Team stand zu diesem Zeitpunkt auf dem vierzehnten Tabellenplatz. Ab November 2024 übernahm er den Cheftrainerposten beim Südwest-Regionalligisten KSV Hessen Kassel, zunächst bis zum Saisonende.

## Erfolge
- 2010: Aufstieg in die 2. Bundesliga mit Erzgebirge Aue
- 2017: Aufstieg in die 3. Liga mit Carl Zeiss Jena